# Mario Scheiber
Mario Scheiber (Sankt Jakob in Defereggen, 6 marzo 1983) è un allenatore di sci alpino ed ex sciatore alpino austriaco.

## Biografia

### Carriera sciistica
Scheiber esordì in gare FIS nel novembre del 1998 e in Coppa Europa il 17 gennaio 2001 ad Altenmarkt-Zauchensee in discesa libera, classificandosi 88º. Ai Mondiali juniores di Tarvisio 2002 vinse la medaglia d'argento nella discesa libera; nelle medesime località e specialità il 19 febbraio 2003 salì per la prima volta sul podio in Coppa Europa (3º).
Ai Mondiali juniores del Briançonnais 2003 vinse la medaglia d'oro nello slalom gigante e quella di bronzo nel supergigante; pochi giorni dopo esordì in Coppa del Mondo, il 15 marzo nello slalom gigante di Lillehammer che non completò. Nella stagione 2003-2004 in Coppa Europa ottenne in discesa libera la sua unica vittoria (il 18 dicembre a Ponte di Legno/Passo del Tonale) e l'ultimo podio (2º il 5 febbraio a Les Orres) nel circuito continentale, che quell'anno lo vide classificarsi al 3º posto sia nella classifica di discesa libera sia in quella di supergigante.
Conquistò il primo podio in Coppa del Mondo il 2 dicembre 2004, nel supergigante di Beaver Creek, classificandosi al 3º posto; ai Mondiali di Åre 2007, sua unica presenza iridata, fu 8º nella discesa libera e 11º nel supergigante. In carriera prese parte anche a un'edizione dei Giochi olimpici invernali, Vancouver 2010, dove si classificò 4º nella discesa libera e 20º nel supergigante; il 27 novembre dello stesso anno ottenne a Lake Louise in discesa libera il suo ultimo podio in Coppa del Mondo (2º) e si ritirò nel marzo del 2012. La sua ultima gara fu il supergigante di Coppa del Mondo disputato il 4 marzo a Lillehammer Kvitfjell, che non completò.

### Carriera da allenatore
Dopo il ritiro è divenuto allenatore nei quadri della Federazione sciistica dell'Austria.

## Palmarès

### Mondiali juniores
- 3 medaglie:
  - 1 oro (slalom gigante a Briançonnais 2003)
  - 1 argento (discesa libera a Tarvisio 2002)
  - 1 bronzo (supergigante a Briançonnais 2003)

### Coppa del Mondo
- Miglior piazzamento in classifica generale: 9º nel 2007
- 13 podi:
  - 9 secondi posti
  - 4 terzi posti

#### Coppa del Mondo - gare a squadre
- 1 podio:
  - 1 vittoria

### Coppa Europa
- Miglior piazzamento in classifica generale: 5º nel 2004
- 5 podi:
  - 1 vittoria
  - 1 secondo posto
  - 3 terzi posti

#### Coppa Europa - vittorie
| Data             | Località                        | Paese  | Specialità |
| ---------------- | ------------------------------- | ------ | ---------- |
| 18 dicembre 2003 | Ponte di Legno/Passo del Tonale | Italia | DH         |

Legenda:

DH = discesa libera

### Campionati austriaci
- 2 medaglie[1]:
  - 1 oro (supergigante nel 2003)
  - 1 argento (slalom gigante nel 2004)

### Campionati austriaci juniores
- 7 medaglie[1]:
  - 4 ori (discesa libera, supergigante, slalom speciale nel 2000; slalom speciale nel 2003)
  - 2 argenti (discesa libera nel 2002; supergigante nel 2003)
  - 1 bronzo (discesa libera nel 1999)